# 三ケ瀬橋
三ケ瀬橋（みかのせばし）は、山形県村山市に架かる橋。

## 概要
最上川に架かる橋であり、国道347号が通る。村山氏の長島と白鳥の両集落を結んでいる。橋の名称は近くにある最上川三難所の1つである三ケ瀬橋からきている。

## 歴史
初代
1955年（昭和30年）、下流側に位置し三ヶ瀬橋と同じく国道347号が通る長島橋と同じ年に完成した。鋼トラス橋で長さは140メートル (m)。現在の橋より50 m下流側に存在していた。
2代目
2005年（平成17年）10月、国道347号長島道路の改良に伴い完成。歩道を設けた橋となり、幅も初代より2倍拡幅した。